# 布里亚尔
布里亚尔（法語：Briare，法語發音：[bʁijaʁ] ⓘ）是法国卢瓦雷省的一个市镇，位于该省东南部，卢瓦尔河右岸，属于蒙塔日区。

## 地理
布里亚尔（47°38'17"N, 2°44'21"E）面积45.41 平方千米，位于法国中央-卢瓦尔河谷大区卢瓦雷省，该省份为法国中北部省份，北起埃松省，西北接厄尔-卢瓦省，西南接卢瓦-谢尔省，南至涅夫勒省和谢尔省，东临约讷省，东北接塞纳-马恩省。
与布里亚尔接壤的市镇（或旧市镇、城区）包括：日安、卢瓦尔河畔沙蒂永、卢瓦尔河畔乌松、特雷泽河畔乌祖埃、卢瓦尔河畔圣布里松、卢瓦尔河畔圣菲尔曼。

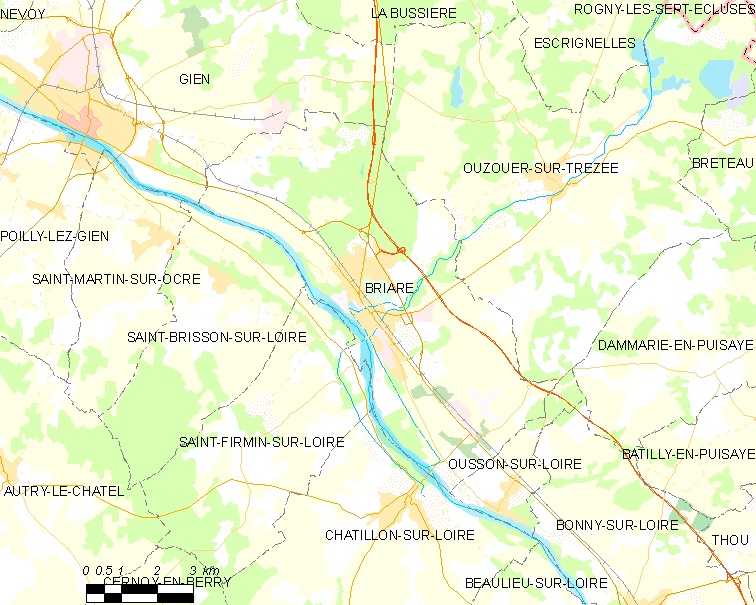
布里亚尔的OSM定位图

布里亚尔的时区为UTC+01:00、UTC+02:00（夏令时）。

## 行政
布里亚尔的邮政编码为45250，INSEE市镇编码为45053。

## 政治
布里亚尔所属的省级选区为日安县。

## 人口

1962-2008年间布里亚尔人口变化图示

布里亚尔于2022年1月1日时的人口数量为5012人。

## 友好城市
- 比利时 蒙斯